# Aurelio Ribalta
Aurelio Ribalta Copete, nacido en Ferrol el 1 de abril de 1864 y fallecido en Soto del Real (Madrid) el 7 de septiembre de 1940, fue un escritor y periodista español.

## Trayectoria
Cursó los estudios secundarios en Madrid entre 1873 y 1877. Estudió Derecho y Filosofía en Santiago de Compostela y se doctoró en Madrid. En 1895 comenzó su trabajo en la Administración de Hacienda. Formó parte del grupo de intelectuales galleguistas establecidos en la capital. Allí fundó la revista Estudios Gallegos, desde donde en 1915 realizó un llamamiento para defender la lengua gallega. El 5 de enero de 1916 Antonio Villar Ponte recogió la llamada y comenzó desde las páginas de La Voz de Galicia una campaña para la creación de una Liga de Amigos del Idioma Gallego.
Acercado al regionalismo, fue nombrado representante del Comité Regionalista de Santiago para la Junta de Defensa de Galicia y participó en las reuniones de sus integrantes, como la de la Cova Céltica. Tuvo un papel relevante en la constitución de las Irmandades da Fala.
En 1910 realizó su propuesta ortográfica fonetista, practicada y defendida en su Libro de Konsagrazión. Feixe de poesías gallegas. En 1917 editó en Barcelona una Escolma de Poesías de Rosalía de Castro.
Permanecerá inédita en el Mosteiro de San Francisco de Santiago de Compostela su obra Gramática gallega elementale, datada de 1940.

## Obras

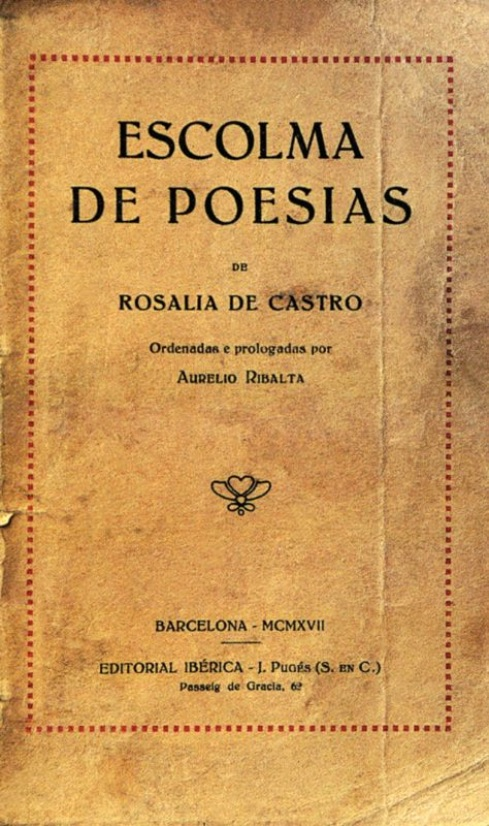
Escolma de poesías de Rosalía de Castro, Barcelona, 1917.

### En gallego

#### Narrativa
- Ferruxe, 1894.
- O Pastor de Doña Silvia, 1925.
- O derradeiro amore, 1931.

#### Poesía
- Libro de Konsagrazión. Feixe de poesías gallegas, 1910.

### En castellano
- La campaña de ultramar, 1888.
- El viático.
- El hijo de María Rosa.
- El señorito.
- Catalanismo militante, 1901.